# RESA
Pour les articles homonymes, voir ALE.
RESA, anciennement l'Association liégeoise d'électricité (ALE), est le principal gestionnaire de réseaux de distribution d’électricité et de gaz de la Province de Liège en Belgique,.
La société achemine l’électricité et le gaz via les réseaux à moyenne et basse tension (électricité) et moyenne et basse pression (gaz) auprès des utilisateurs, qu’ils soient professionnels ou particuliers. Elle est chargée des raccordements, de la maintenance et des dépannages. Son réseau électrique parcourt plus de 14 000 Km  et son réseau de gaz naturel plus de 4 000 Km pour alimenter près de 700 000 points de fourniture.
Ce gestionnaire de réseaux de distribution de service public a pour actionnaires l'intercommunale de financement Enodia, la Province de Liège et 73 communes de Wallonie. 

## Historique

Logo de l'Association liégeoise d'électricité

L'intercommunale gestionnaire était anciennement appelée Association liégeoise d'électricité (ALE). En 2007, la dénomination sociale devient TECTEO (voir VOO),.  
Le distributeur d'électricité est ensuite baptisé RESA. La société est alors une filiale de Nethys, elle-même appartenant à Publifin.   
En 2012, l'Association liégeoise du gaz (ALG) est fusionnée avec RESA. À partir de fin mai 2019, RESA quitte Nethys et devient une filiale directe d'Enodia (ex Publifin).  